# Sarasota Open 2023
Il Sarasota Open 2023, noto anche come Elizabeth Moore Sarasota Open, è stato un torneo maschile di tennis giocato sulla terra verde. È stata la 13ª edizione del torneo, facente parte della categoria Challenger 125 nell'ambito dell'ATP Challenger Tour 2023. Si è giocato al Payne Park Tennis Center di Sarasota, negli Stati Uniti, dal 10 al 16 aprile 2023.

## Partecipanti

### Teste di serie
| Nazionalità | Giocatore             | Ranking* | Testa di serie |
| ----------- | --------------------- | -------- | -------------- |
| Australia   | Jason Kubler          | 71       | 1              |
| Cina        | Zhang Zhizhen         | 93       | 2              |
| Colombia    | Daniel Elahi Galán    | 94       | 3              |
| Ecuador     | Emilio Gómez          | 99       | 4              |
| Germania    | Daniel Altmaier       | 108      | 5              |
| Bolivia     | Hugo Dellien          | 112      | 6              |
| Argentina   | Juan Manuel Cerúndolo | 119      | 7              |
| Paesi Bassi | Gijs Brouwer          | 123      | 8              |

* Ranking al 3 aprile 2023.

### Altri partecipanti
I seguenti giocatori hanno ricevuto una wild card per il tabellone principale:
- Bjorn Fratangelo
- Christian Harrison
- Toby Kodat

I seguenti giocatori sono entrati in tabellone come alternate:
- Gabriel Diallo
- Hong Seong-chan
- Mitchell Krueger
- Genaro Alberto Olivieri

I seguenti giocatori sono passati dalle qualificazioni:
- Mateus Alves
- Tristan Boyer
- Martin Damm
- Dmitrij Popko
- Luca Potenza
- Alex Rybakov

Il seguente giocatore è entrato in tabellone come lucky loser:
- Zachary Svajda

## Punti e montepremi
| Torneo    | Torneo              | V      | F      | SF    | QF    | 2T    | 1T    | Q | Q2  | Q1  |
| Singolare | Punti               | 125    | 75     | 45    | 25    | 11    | 0     | 5 | 2   | 0   |
| Singolare | Premi in denaro ($) | 21,650 | 12,770 | 7,560 | 4,400 | 2,590 | 1,565 | – | 785 | 395 |
| Doppio    | Punti               | 125    | 75     | 45    | 25    | –     | 0     | – | –   | –   |
| Doppio    | Premi in denaro ($) | 9,350  | 5,440  | 3,250 | 1,930 | –     | 1,080 | – | –   | –   |

## Campioni

### Singolare
Daniel Altmaier hanno sconfitto in finale  Daniel Elahi Galán con il punteggio di 7–6(1), 6–1.

### Doppio
Julian Cash /  Henry Patten hanno sconfitto in finale  Guido Andreozzi /  Guillermo Durán con il punteggio di 7–6(4), 6–4.